# 邢台市
邢台市（けいだい-し）は、中華人民共和国河北省に位置する地級市。清代には順徳府が置かれ、1912年には大名道が作られた交通の要衝であった。

## 地理
河北省南部に位置し、石家荘市・衡水市・邯鄲市・山東省・山西省と接する。

## 歴史
邢台の歴史は古く『書経・禹貢』には冀州の記事の中に殷祖である乙曾が邢台に都を定めたとの記載がある。紀元前11世紀には周公旦の四男である姫苴を邢侯に封じ邢国が建てられた。春秋末期には晋によって滅亡し、戦国時代には前372年に趙の都が置かれ、信都と称された。
秦朝による中国統一後は郡県制が施行され、邢台地区は鉅鹿郡の管轄とされた。漢代になると張耳が趙王に封じられ趙国を建て、襄国を都として常山郡・鉅鹿郡・邯鄲郡を管轄していた。その後後漢では魏郡、三国時代では広平郡及び鉅鹿郡の管轄となっている。
西晋末年、石勒が後趙を建国すると邢台はその都の襄国とされ、区域は襄国郡の管轄とされた。
583年（開皇3年）、隋朝は襄国郡を廃止し、区域は洺州の管轄とされた。596年（開皇16年）、洺州と趙州の一部を分割して邢州が立てられた。607年（大業3年）に州が廃止されて郡が置かれると、邢州は襄国郡と改称された。唐朝が成立すると邢州に改められたが、742年（天宝元年）に鉅鹿郡と、758年（乾元元年）に邢州と改称された。
1119年（宣和元年）、宋朝は邢州を信徳府と改められ、金代には再び邢州と改められた。元代になると1262年（中統3年）、邢州は順徳府と改められ、1265年（至元2年）には順徳路に昇格している。明朝が成立すると1368年（洪武元年）に順徳府と改められ、清末まで沿襲された。
中華民国が成立すると1913年（民国2年）、府制廃止に伴い管轄各県は直隷省の管轄とされたが、1914年（民国3年）の道制施行に伴い大名道の管轄とされた。1928年（民国17年）には道制が廃止され河北省直轄とされたが、1936年（民国25年）には新設された第十五行政督察専員公署の管轄とされている。
1937年に勃発した日中戦争では日本の支援を受けた中華民国臨時政府（後に汪兆銘政権に合流）の実効支配地域とされ、冀南道（後に順徳道と改称）の管轄とされた。また日本に敵対する中国共産党は抗日拠点を構築、晋冀魯豫辺区抗日政府を設立し日本に対抗、邢台地区は冀南行署及び太行行署の管轄とされた。
日本の敗戦後勃発した国共内戦では共産党軍が戦況を有利に展開、1945年（民国34年）9月24日には邢台を「解放」、太行区直轄市として邢台市を設置した。1949年（民国38年）8月1日には河北省が設置されるにあわせて邢台専区を設置、邢台・沙河・臨城・内丘・威県・南宮・任県・隆堯・柏郷・寧晋・南和・新河・平郷・広宗・巨鹿の各県を管轄、邢台市は管轄され邢鎮とされている。その後1952年に清河県が邢台専区に編入、1953年には邢鎮が県級市の邢台市に昇格している。
1958年末、邢台専区は廃止され、寧晋県・新河県が石家荘専区に、その他の県は邯鄲専区に編入されたが、1961年に再び邢台専区が設置された。1984年に邢台市が省轄市に昇格し市区と邢台地区が分割管理されることとなった。1993年に邢台地区が廃止され、地級市の邢台市に改編され現在に至る。

## 行政区画
4市轄区・2県級市・12県を管轄する。
- 市轄区：
  - 襄都区・信都区・任沢区・南和区
- 県級市：
  - 沙河市・南宮市
- 県：
  - 内丘県・臨城県・柏郷県・隆堯県・寧晋県・新河県・巨鹿県・平郷県・広宗県・威県・清河県・臨西県

| 邢台市の地図 |
| --- |
| 襄都区 信都区 任沢区 南和区 臨城県 内丘県 柏郷県 隆堯県 寧晋県 巨鹿県 新河県 広宗県 平郷県 威県 清河県 臨西県 南宮市 沙河市 |

### 年表
この節の出典

#### 邢台専区(1949年-1958年)
- 1949年10月1日 - 中華人民共和国河北省邢台専区が成立。南宮市・邢台県・沙河県・臨城県・内邱県・柏郷県・隆堯県・任県・南和県・寧晋県・南宮県・巨鹿県・新河県・広宗県・平郷県・威県・邢台鎮が発足。(1市15県1鎮)
- 1949年12月 - 南宮市が南宮県に編入。(15県1鎮)
- 1951年1月11日 - 邢台鎮が邢台県に編入。(15県)
- 1951年7月6日 - 邢台県の一部が分立し、邢台鎮が発足。(15県1鎮)
- 1951年12月26日 - 邢台県の一部が邢台鎮に編入。(15県1鎮)
- 1952年10月16日 - 衡水専区清河県を編入。(16県1鎮)
- 1953年7月20日 - 平郷県の一部が広宗県に編入。(16県1鎮)
- 1953年11月6日 - 邢台鎮が市制施行し、邢台市となる。(1市16県)
- 1956年10月11日 - 臨城県の一部が隆堯県に編入。(1市16県)
- 1956年11月19日 - 邢台県の一部が邢台市に編入。(1市16県)
- 1957年1月15日 - 邢台県の一部が邢台市に編入。(1市16県)
- 1958年4月28日 
  - 邢台市・邢台県・任県・巨鹿県・威県・内邱県・隆堯県・南宮県・沙河県・南和県・広宗県・柏郷県・臨城県・清河県・平郷県が邯鄲専区に編入。
  - 寧晋県・新河県が石家荘専区に編入。

#### 邢台地区(1961年-1993年)
- 1961年5月23日 - 邯鄲市邢台県・内邱県・南宮県・巨鹿県を編入。邢台専区が成立。(4県)
- 1961年7月9日 (1市11県)
  - 南宮県の一部が分立し、清河県・威県が発足。
  - 邢台県の一部が分立し、沙河県・邢台市が発足。
  - 内邱県の一部が分立し、隆堯県が発足。
  - 巨鹿県の一部が分立し、任県・広宗県が発足。
  - 石家荘専区寧晋県を編入。
  - 寧晋県の一部が石家荘専区石家荘市の一部と合併し、石家荘専区趙県となる。
- 1961年12月22日 - 沙河県の一部が邢台市に編入。(1市11県)
- 1961年12月29日 (1市11県)
  - 清河県の一部が南宮県に編入。
  - 任県の一部が巨鹿県に編入。
- 1962年1月15日 - 沙河県の一部が邢台市に編入。(1市11県)
- 1962年3月27日 (1市16県)
  - 隆堯県の一部が分立し、柏郷県が発足。
  - 南宮県の一部が分立し、新河県が発足。
  - 広宗県の一部が分立し、平郷県が発足。
  - 内邱県の一部が分立し、臨城県が発足。
  - 任県の一部が分立し、南和県が発足。
- 1962年7月20日 - 邢台市の一部が沙河県に編入。(1市16県)
- 1963年10月27日 (1市16県)
  - 邢台市の一部が沙河県・邢台県に分割編入。
  - 邢台県の一部が邢台市に編入。
- 1964年12月21日 - 邢台市の一部が邢台県・沙河県に分割編入。(1市16県)
- 1965年3月12日 - 山東省聊城専区臨清県の一部が分立し、臨西県が発足。(1市17県)
- 1966年7月11日 - 衡水専区冀県の一部が新河県に編入。(1市17県)
- 1967年12月 - 邢台専区が邢台地区に改称。(1市17県)
- 1979年11月16日 - 邢台県・沙河県の各一部が邢台市に編入。(1市17県)
- 1980年 - 内邱県が内丘県に改称。(1市17県)
- 1983年11月15日 - 邢台市が地級市の邢台市に昇格。(17県)
- 1986年3月5日 - 南宮県が市制施行し、南宮市となる。(1市16県)
- 1986年4月5日 - 邢台県が邢台市に編入。(1市15県)
- 1987年2月20日 - 沙河県が市制施行し、沙河市となる。(2市14県)
- 1993年6月19日 - 沙河市・南宮市・臨城県・内丘県・柏郷県・隆堯県・任県・南和県・寧晋県・巨鹿県・新河県・広宗県・平郷県・威県・清河県・臨西県が邢台市に編入。

#### 邢台市
- 1983年11月15日 - 邢台地区邢台市が地級市の邢台市に昇格。橋東区・橋西区・郊区が成立。(3区)
- 1986年4月5日 - 邢台地区邢台県を編入。(3区1県)
- 1988年9月17日 - 郊区が橋東区・橋西区に分割編入。(2区1県)
- 1993年6月19日 - 邢台地区沙河市・南宮市・臨城県・内丘県・柏郷県・隆堯県・任県・南和県・寧晋県・巨鹿県・新河県・広宗県・平郷県・威県・清河県・臨西県を編入。(2区2市15県)
- 2020年6月23日 (4区2市12県)
  - 橋東区が襄都区に改称。
  - 橋西区が信都区に改称。
  - 邢台県が襄都区・信都区に分割編入。
  - 任県が区制施行し、任沢区となる。
  - 南和県が区制施行し、南和区となる。

## 交通
鉄道
- 京広線